# Палестинский флаг
Палестинский флаг (флаг Государства Палестина, флаг Палестинской национальной администрации) — происходит от флага арабских националистов времён Первой мировой войны во время Арабского восстания 1916—1918 гг. против Османской империи. Основан на панарабских цветах и используется для обозначения Государства Палестина и палестинского народа. Впервые он был принят 28 мая 1964 года Организацией освобождения Палестины.

## Описание
Флаг представляет собой прямоугольное полотнище, состоящее из трёх равновеликих горизонтальных полос: верхней чёрной, средней белой и нижней зелёной, с красным равнобедренным треугольником у древкового края.
По версии «Палестинской миссии в ФРГ», чёрный — цвет Абассидов, белый — цвет Омейядов, красный — цвет хариджитов, завоевателей Андалусии и Хашимитов, зелёный — цвет Фатимидов и ислама. Все четыре цвета известны как панарабские цвета.

## Флаг Арабского восстания
Происхождение флага Арабского восстания являются предметом спора и мифологии.
По одной из версий, цвета были выбраны «Литературным клубом» арабских националистов в Константинополе в 1909 году и были основаны на одном из стихотворений арабского поэта XIII века Сафи ад-Дина аль-Хилли. По другой — авторство принадлежит «Молодёжному арабскому обществу», основанному в Париже в 1911 году. По третьей — флаг был разработан британским дипломатом сэром Марком Сайксом. Какой бы ни была правильная версия, флаг был использован Хусейном бен Али в 1917 году и стал рассматриваться как флаг арабского национального движения в Машрике.
Согласно «Палестинской миссии в ФРГ», флаг был разработан Хусейном ибн Али.

## Флаг межвоенной Палестины

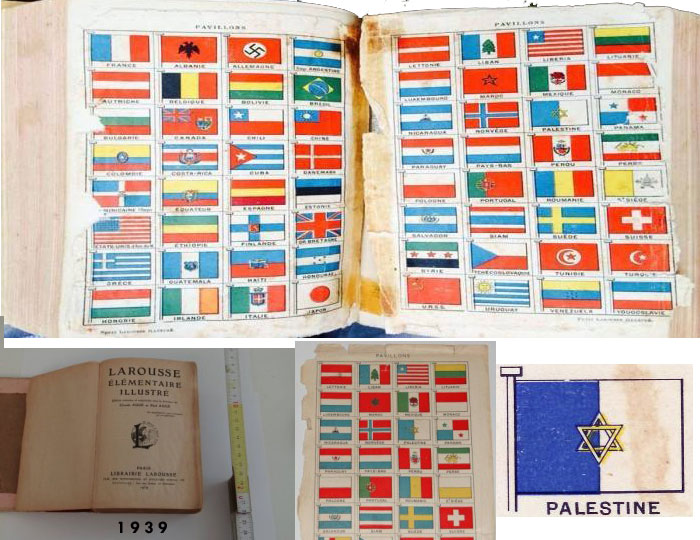
Флаг Палестины в словаре 1939 года

Согласно изданиям французского словаря Малый Ларусс от 1924 до 1939 года, флаг Палестины представлял собой разделённое вертикально пополам бело-голубое поле с голубой частью у древка и изображённой в центре шестиконечной звездой Давида. Известен только один случай реального использования похожего флага, связанный с Палестиной. В 1934 году журнал National Geographic опубликовал фотографию парохода «Эмануэль», принадлежащего расположенной в Палестине компании «Хофия». В подписи говорилось: «„Эмануэль“ с поднятым палестинским флагом на якоре в Саутгемптоне, Англия. Это еврейское торговое судно — первое, на котором поднято новое знамя его страны. У Палестины под британским мандатом есть эмблема, но её еврейское население самостоятельно создало этот флаг — печать Соломона на бело-голубом поле». Через несколько месяцев после публикации судно со всем экипажем погибло в Северном море, после чего «Хофия» прекратила существование.

## Использование
Этот флаг стал основой для флагов Хиджаза , Трансиордании (Иордании) , Ирака , Кувейта , Сирии , Объединённых Арабских Эмиратов  и Западной Сахары .
Он также использовался организациями арабов Палестины во время Британского мандата[уточнить], в ходе Арабо-израильской войны 1948 года — Всепалестинским правительством, а со второй половины XX века — Организацией освобождения Палестины (ООП) и другими арабскими организациями.
Согласно «Палестинской миссии в ФРГ», в 1947 году партия Баас использовала флаг как «знак свободы и единства арабского народа».
15 ноября 1988 года флаг был принят ООП как флаг провозглашённого Государства Палестина в изгнании (частично признанного в настоящее время). С 1993 года этот флаг является официальным флагом Палестинской национальной администрации (ПНА), созданной в результате «Соглашений в Осло», подписанных между Израилем и ООП.
В Израиле флаг запрещён с 1967 года как флаг ООП, признанной террористической организацией.
В декабре 2006 года во время встречи израильского премьер-министра Эхуда Ольмерта и председателя ПНА Махмуда Аббаса в Иерусалиме палестинский флаг впервые был поднят рядом с израильским.
В 2015 году флаг был поднят в штаб-квартире ООН.

## Варианты флага

Флаг, использовавшийся Всепалестинским правительством; Флаг Арабского восстания
Версия с коротким треугольником, использовавшаяся Организацией освобождения Палестины до 1980-х годов
Исторический флаг, использовавшийся в разные периоды
Штандарт президента Государства Палестина
Флаг Государства Палестины и Палестинской национальной администрации (1993—2022)
Флаг Палестины, с отредактированным тоном (2022 — н. в.)

## Построение флага

Построение флага

| Модель | Красный | Чёрный  | Белый   | Зелёный |
| ------ | ------- | ------- | ------- | ------- |
| Hex    | #EE2A35 | #000000 | #FFFFFF | #009736 |

## В филателии

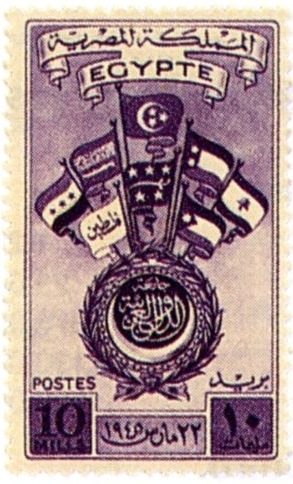
Египет, 1945 год
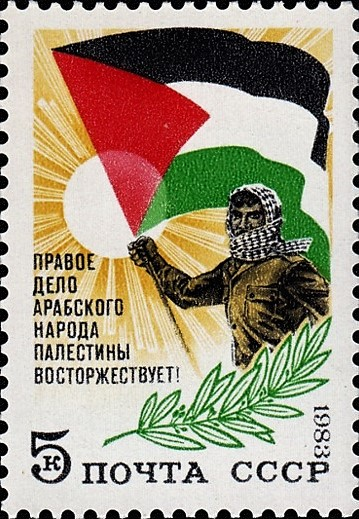
СССР, 1983 год